# Route nationale 740
Pour les articles homonymes, voir Route 740.
La route nationale 740 ou RN 740 était une route nationale française reliant Niort à Confolens. À la suite de la réforme de 1972, elle a été déclassée en RD 740.

## Ancien tracé de Niort à Confolens (D 740)
- Niort
- Aiffres
- Prahecq
- Saint-Médard
- Périgné
- Fontenille
- Chef-Boutonne
- Bouin
- Embourie
- Villefagnan
- La Faye
- Ruffec
- Condac
- Nanteuil-en-Vallée
- Champagne-Mouton
- Alloue
- Confolens